# Burgohondo
Burgohondo est une commune d'Espagne de la province d'Ávila dans la communauté autonome de Castille-et-León.

## Géographie
La commune est située dans la comarque de l'Alto Alberche, dont elle est la capitale, aux abords de la Sierra de Gredos.
36 kilomètres la séparent d'Ávila, capitale de la province, et environ 120 kilomètres la séparent de Madrid. Elle s'étend sur 54,14 km2, à une altitude moyenne de 852 mètres.
L'Alberche parcourt la commune sur 7 kilomètres, cette zone de la rivière est très appréciée des kayakistes mais elle propose également plusieurs lieux de baignades très appréciés, comme Puente del Arco, Puente Nueva, ou encore Tabla de los Abades.

## Démographie
La population de Burgohondo était de 1203 habitants en 2007 selon l'INE.
| 1996 | 1998 | 1999 | 2000 | 2001 | 2002 | 2003 | 2004 | 2005 | 2006 | 2007 |
| ---- | ---- | ---- | ---- | ---- | ---- | ---- | ---- | ---- | ---- | ---- |
| 1253 | 1221 | 1206 | 1200 | 1179 | 1200 | 1183 | 1184 | 1209 | 1264 | 1203 |

## Administration
| Période                                  | Période | Identité | Étiquette | Qualité |
| ---------------------------------------- | ------- | -------- | --------- | ------- |
|                                          |         |          |           |         |
| Les données manquantes sont à compléter. |         |          |           |         |